# Porro, quirites, libertatem perdimus
La locuzione latina Porro, quirites, libertatem perdimus, tradotta letteralmente, significa ormai, o Romani, stiamo perdendo la libertà (Decimo Laberio, 106 - 43 a.C.).
La frase è riportata da Macrobio e attribuita a Laberio, cavaliere romano ed autore di satire. Sempre Macrobio riporta che Laberio abbia messo questa frase in bocca ad un personaggio schiavo, per alludere alla perdita della libertà politica da parte dei Romani a causa della politica di Giulio Cesare, che in quel periodo stava assumendo poteri dittatoriali: “Porro, quirites, libertatem perdimus... Necesse est multos timeat quem multi timent” (Ormai, o quiriti, perdiamo la libertà! Però chi da molti è temuto deve per forza temere molti).
Cesare, che si era messo a favorire un nuovo mimografo, Publilio Siro, costrinse Laberio, di fatto, a salire sulla scena (cosa ritenuta indegna per un cittadino romano, per di più cavaliere). Cesare attribuì la vittoria a Publilio Siro, ma restituì a Laberio l'anello di cavaliere che aveva dovuto togliere per calcare le scene.
(Macrobius, Saturnalia, 2, 7, 15)